# پارادوکس دو پاکت

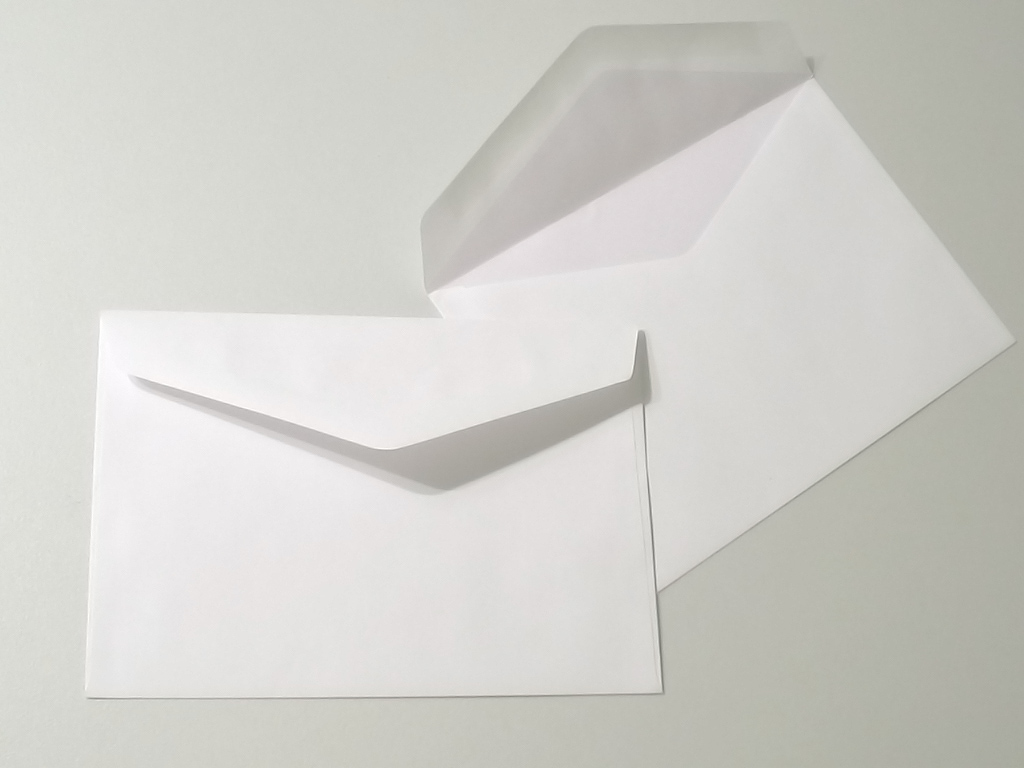
پارادوکس دو پاکت

معمای دو پاکت یا معمای مبادله یک بازی فکری، چیستان و ناسازنما در زمینهٔ منطق، احتمالات و بازی و ریاضی است. این معما در نظریهٔ تصمیم‌گیری و همچنینتعبیر بیزی از نظریهٔ احتمالات از توجه ویژه‌ای برخوردار است. از لحاظ تاریخی این معما به عنوان یکی از انواع ناسازنمای کراوات ظهور کرد.

## مسئله
شرایط اولیه: معما به صورت ساده با فرمول‌بندی یک چالش فرضی به‌صورت زیر بیان می‌شود: دو پاکت غیرقابل تشخیص به شما داده می‌شود هر کدام حاوی مقداری پول هستند و مبلغ پول موجود در یکی از آن‌ها دو برابر دیگری است. شما می‌توانید یک پاکت را انتخاب کنید پول موجود در آن را نگه دارید. فرض کنید یک پاکت را انتخاب کرده‌اید اما پیش از آن که آن را باز کنید، به شما فرصت داده می‌شود تا پاکت خود را تعویض کنید، آیا تغییر پاکت سودمند است؟
استدلال برای تعویض: با توجه به همسان بودن پاکت‌ها به نظر واضح می‌رسد که تغییر پاکت، هیچ فایده‌ای نداشته باشد؛ اما از آنجا که درصورت تغییر پاکت سود احتمالی (برابر با مقدار پول در پاکت فعلی)، دو برابر ضرر احتمالی (برابر با نصف مقدار پول در پاکت فعلی) است، ممکن است بتوان استدلال کرد که تغییر پاکت سودمند است. مسئله این‌جاست که تشخیص دهیم این استدلال چه اشکالی دارد؛ مطلوبیت تعویض بی‌نهایت!

## راه حل‌های پیشنهادی
راه حل‌های بسیاری برای این معما پیشنهاد شده‌است. معمولاً یک نویسنده پیشنهادی برای حل مسئلهٔ بیان شده می‌دهد اما نویسنده‌ای دیگر نشان می‌دهد تغییر کوچکی در سؤال، ناسازنمای مورد نظر را احیا می‌کند. درنتیجهٔ این سلسله بحث‌ها، خانواده‌ای از معماهای مشابه فرمول‌بندی شده‌است که منجر به نگارش حجم زیادی از مقالات روی این موضوع شده‌است.
هیچ راه حل پیشنهاد شده‌ای به‌طور گسترده‌ای به‌عنوان پاسخ قطعی پذیرفته نشده‌است. با وجود این، معمولاً نویسندگان ادعا می‌کنند که راه حل مشکل، آسان یا حتی ابتدایی است. درصورتی که پاسخ هر نویسنده معمولاً متفاوت است. از سال ۱۹۸۷ هر سال مقالات جدیدی در این زمینه نگارش شده‌است.

## تحلیل ساده
کل مبلغ در هر دو پاکت برابر {\displaystyle c=3x} است که {\displaystyle x} مقدار پول یک پاکت و {\displaystyle 2x} مقدار پول دیگری است.
اگر شما ابتدا پاکت حاوی {\displaystyle x} را انتخاب کنید. با انجام عمل مبادله مقدار {\displaystyle x} را کسب می‌کنید. اگر شما در ابتدا پاکت حاوی {\displaystyle 2x} را انتخاب کنید، با انجام عمل مبادله، مقدار {\displaystyle x} را از دست می‌دهید بنابراین شما به‌صورت میانگین با مبادله، مقدار زیر را به دست می‌آورید.
{\displaystyle G={1 \over 2}(x)+{1 \over 2}(-x)={1 \over 2}(x-x)=0}
این مسئله نشان می‌دهد تغییر دادن یا ندادن فرقی ندارند، ارزش مورد انتظار {\displaystyle \operatorname {E} ={\frac {1}{2}}2x+{\frac {1}{2}}x={\frac {3}{2}}x} برای هردو پاکت یکسان است. در نتیجه دیگر هیچ ناسازنمایی وجود ندارد.